# Saint-Hippolyte, Pyrénées-Orientales
Saint-Hippolyte là một xã trong tỉnh Pyrénées-Orientales, vùng Occitanie phía nam nước Pháp. Xã Saint-Hippolyte, Pyrénées-Orientales nằm ở khu vực có độ cao trung bình 6 mét trên mực nước biển.